# Torta de cañamones
Las tortas o secas de cañamones son un producto de panadería crujiente que es típico de la provincia de Teruel, en Aragón, España, y en particular del municipio de Monreal del Campo, así como de algunas villas de la comarca de La Mancha, como Herencia o Alcázar de San Juan. La masa contiene agua, harina de trigo, huevos, aceite de oliva, se perfuma con anís y por encima se esparcen cañamones (semillas de cáñamo). La torta de cañamones puede ser salada, o dulce si se espolvorean con azúcar. Es redonda y plana, de escaso grosor, y con un diámetro aproximado de 14 cm. Los cañamones aportan a la torta un sabor que recuerda a fruto seco ligeramente especiado. En tierras manchegas las tortas de cañamones también son conocidas como «secas».
El cáñamo es una planta que introdujeron los musulmanes en la península ibérica, cuyas fibras son útiles para hacer textiles, cuerdas e instrumentos de todo tipo. En España tradicionalmente ha sido cultivado en amplias áreas de La Mancha, Murcia y toda la cuenca del Segura, Alicante, Valencia y partes de Aragón y Andalucía. En La Mancha se pueden visitar municipios cuya historia está estrechamente ligada a la producción de cáñamo, como Cañamares (Cuenca) o Santa Cruz de los Cáñamos (Ciudad Real). No obstante la cultura del cáñamo está desapareciendo en España. En su libro Pan de pueblo (2018), Ibán Yarza comenta «la torta de cañamones, una torta de pan reamasada con las semillas del cáñamo y acabada con un poco de azúcar y a veces matalahúva. En la voz de la gente mayor esta humilde torta siempre aparece asociada a recuerdos felices de las fiestas de los pueblos».